# Demeanivka, Bârzula
Demeanivka (în ucraineană Дем'янівка) este un sat în comuna Ocna din raionul Bârzula, regiunea Odesa, Ucraina.

## Demografie
Componența lingvistică a localității Demeanivka
     Ucraineană (91,03%)
     Rusă (6,41%)
     Română (2,56%)
Conform recensământului din 2001, majoritatea populației localității Demeanivka era vorbitoare de ucraineană (91,03%), existând în minoritate și vorbitori de rusă (6,41%) și română (2,56%).